# Olympic (paquebot)
Vous lisez un « article de qualité » labellisé en 2009.
Pour les articles homonymes, voir Olympic.
Le RMS Olympic est un paquebot transatlantique britannique, construit par les chantiers Harland & Wolff pour la White Star Line. Il est le sister-ship des infortunés Titanic et Britannic. Contrairement à ces derniers, l'Olympic a eu une longue et brillante carrière (1911–1935), et en a tiré le surnom d'« Old Reliable » (en français, « le Vieux Fidèle »). Cette carrière a néanmoins été marquée par plusieurs collisions avec d'autres navires. La plus importante de ces collisions, avec le croiseur HMS Hawke, a eu pour principale conséquence de retarder le voyage inaugural du Titanic de près d'un mois en raison des réparations de l'Olympic qui ont nécessité un transfert de main d'œuvre.
Le 12 mai 1918 il éperonne et coule le sous-marin allemand U-103.
Si le naufrage de son jumeau lui a imposé une lourde refonte, l'Olympic a été jusqu'à la fin de sa carrière l'un des vaisseaux les plus importants de la compagnie. Par son tonnage, il est resté pendant vingt-trois ans le navire le plus imposant construit au Royaume-Uni avant d'être surpassé par le Queen Mary en 1934.
De nombreux éléments de décoration de l'Olympic ont été récupérés avant sa démolition et ornent désormais des hôtels, propriétés privées, et même un navire de croisière.

## Histoire

### Naissance d'un géant

#### Contexte et conception
Au début du XXe siècle, la navigation commerciale est dominée par l'Allemagne qui a lancé les premiers paquebots à quatre cheminées de l'histoire (notamment le Kaiser Wilhelm der Grosse et le Deutschland). Ceux-ci, par leur taille et leur vitesse, écrasent toute concurrence, et la compagnie britannique Cunard Line répond en lançant à son tour deux mastodontes, le Lusitania et le Mauretania qui remportent rapidement le Ruban bleu et gagnent le surnom de « lévriers des mers ». Pour se maintenir sur la scène mondiale, la White Star Line, qui n'a plus remporté le Ruban bleu depuis 1890 avec le Teutonic, décide de bâtir à son tour d'immenses paquebots.

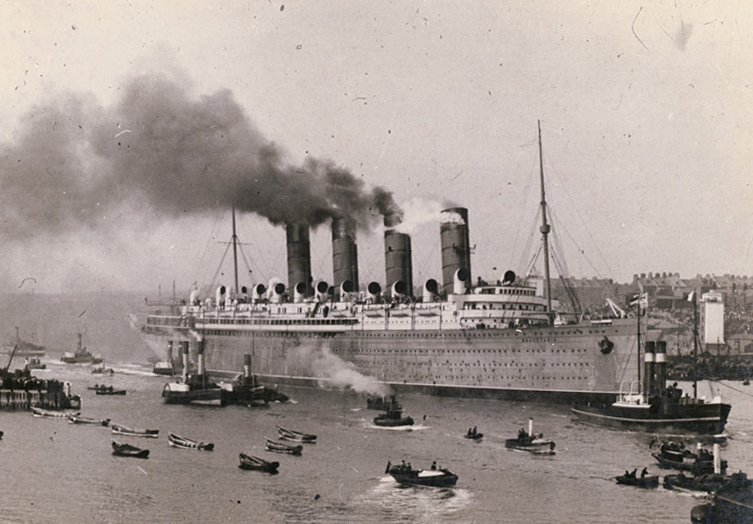
Le Mauretania en septembre 1907. Le navire, propriété de la Cunard Line, rival de la White Star Line, était le paquebot le plus grand, le plus luxueux et le plus rapide de l'époque. Bruce Ismay et Lord Pirrie ont conçu et construit l'Olympic pour rivaliser avec ce navire.

La légende veut que ce soient Lord William Pirrie (directeur des chantiers Harland & Wolff) et Joseph Bruce Ismay (président de la White Star Line et de l'IMM Co.) qui aient, lors d'un dîner en 1907, décidé de la construction d'un trio de navires aux proportions inégalées,. La construction de navires surpassant la vitesse des « lévriers » de la Cunard Line se révélant trop coûteuse,, les deux hommes privilégient le luxe et la sécurité. Une lettre d'accord est signée le 31 juillet 1908 : il n'y a pas de contrat à proprement parler, la White Star Line et les chantiers Harland & Wolff travaillant ensemble depuis 1870. Si Lord Pirrie trace les grandes lignes de ce que doivent être les navires (taille, silhouette), la conception du navire à proprement parler est confiée à son beau-frère, Alexander Montgomery Carlisle, et à son neveu, Thomas Andrews. Ismay a également un droit de regard sur la conception des navires. Au cours de la construction, Carlisle prend sa retraite, entre autres raisons parce que Ismay et Pirrie ont rejeté son idée de placer un plus grand nombre de canots à bord, et laisse la direction des opérations à Andrews,.

#### Construction

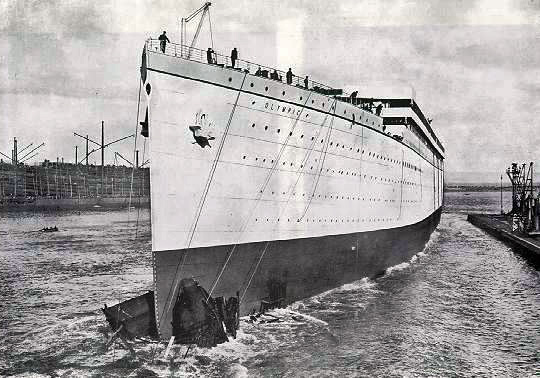
Le lancement de l'Olympic. Sa coque est alors encore blanche pour mieux apparaître sur les photos.

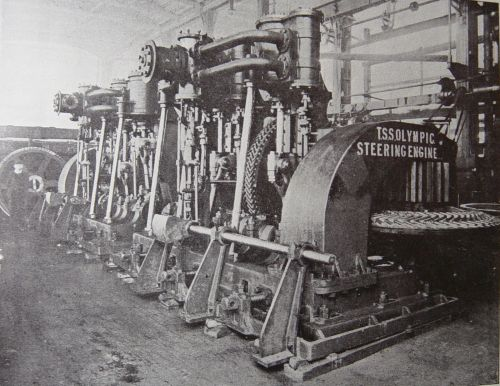
Deux machines à vapeur de l'Olympic avant leur mise en place.

L'Olympic est construit par les chantiers navals Harland & Wolff à Belfast. En tant que premier transatlantique de ce type à être construit pour la White Star Line, il donne son nom à la classe Olympic qui comprend également le Titanic et le Gigantic (rebaptisé Britannic par la suite). Le 16 décembre 1908, la quille de l'Olympic est posée. La construction du Titanic débutant quatre mois plus tard, les deux navires sont construits côte à côte. Dans la mesure où leurs coques atteignent une taille inégalée, un nouveau portique est construit pour les accueillir. Les deux paquebots sont facilement différenciables, la coque du premier étant blanche,. L'Olympic est lancé le 20 octobre 1910, sans avoir été baptisé. La cérémonie est grandiose : la White Star affrète un navire pour faire venir d'Angleterre de prestigieux invités et le futur Olympic rejoint les eaux à 11 h. La presse le qualifie désormais de « Roi des Mers »,
Il rejoint ensuite une cale sèche pour les aménagements et les finitions : en effet, au moment de son lancement, le navire n'est qu'une coque vide, sans machines, ni aménagements ou cheminées. Les plans originaux prévoient de l'équiper de trois cheminées. Cependant, pour ne pas lui donner l'air d'être plus faible que ses concurrents de la Cunard Line, une quatrième cheminée, factice, est ajoutée. Elle sert à la ventilation des cuisines et au rangement des chaises de pont. Concernant la propulsion, l'Olympic, comme ses sister-ships, est mû par trois hélices. Les hélices latérales à trois pales sont entrainées par deux machines à triple expansion (voir photo), tandis que l'hélice centrale à quatre pales tourne grâce à une turbine qui utilise la vapeur récupérée s'échappant des quatre machines à triple expansion. Cette disposition récupérant la vapeur perdue, jamais vue sur un paquebot de cette importance, avait été expérimentée sur le Laurentic deux ans auparavant tandis que son sister-ship, le Megantic n'était équipé que de machines à quadruple expansion. Le Laurentic se révélant plus rentable et légèrement plus rapide, c'est la propulsion mixte qui équipe les navires de la classe Olympic.
Les essais en mer de l'Olympic débutent au large de Belfast le 29 mai 1911. Pendant deux jours, la maniabilité du navire est testée, de même que les compas et la télégraphie sans fil. En revanche, aucun essai de vitesse n'est tenté. Le 31 mai 1911, le navire est prêt à entamer sa carrière commerciale. Le même jour a lieu le lancement du Titanic, à la suite duquel Joseph Bruce Ismay et John Pierpont Morgan embarquent sur l'Olympic qui part pour Liverpool à 16 h 30. Il est ouvert au public avant de partir pour Southampton le lendemain.

#### Mise en service

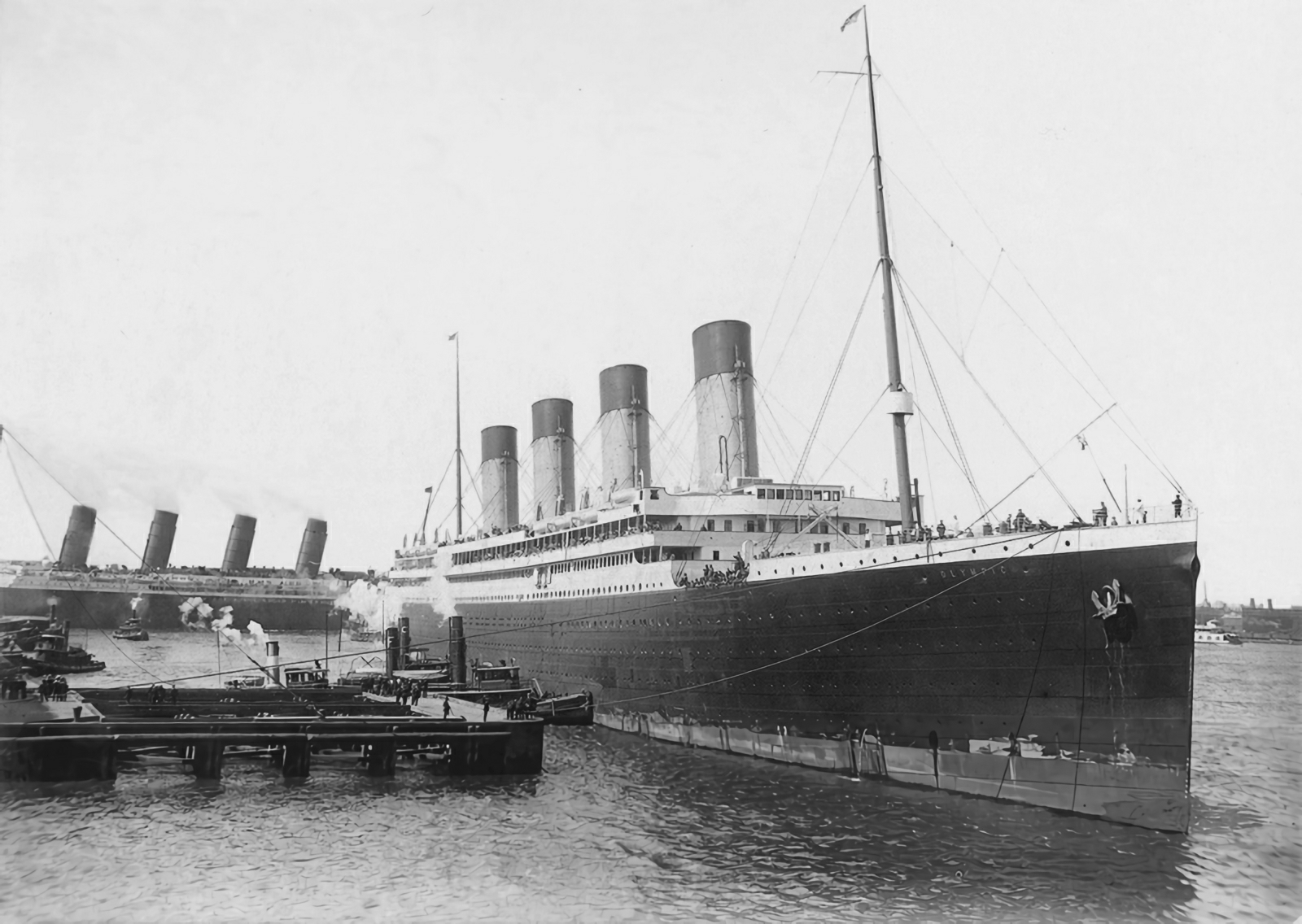
L'Olympic en juin 1911, avec, en arrière-plan, le Lusitania.

L'Olympic arrive à Southampton le 3 juin, suscitant l'enthousiasme de son équipage et des journaux. Il effectue sa traversée inaugurale entre Southampton et New York le 14 juin 1911 sous le commandement du capitaine Edward Smith (par la suite commandant du Titanic). Celui-ci, réputé pour ses bonnes relations avec la haute société de l'époque, fait notamment visiter le navire au roi Alphonse XIII d'Espagne et à son épouse. Smith leur fait une telle impression qu'après sa mort dans le naufrage du Titanic, le roi envoie une lettre de condoléances à sa veuve. Le paquebot bat les prévisions de ses concepteurs en effectuant la traversée en 5 jours 16 h 42 min (sans que toutes ses chaudières aient eu à être allumées). Son arrivée est cependant marquée par un incident : le 21 juin, alors qu'il est guidé par douze remorqueurs, le paquebot heurte l'un d'entre eux, le O.L. Halanbeck, à l'arrière,. Le remorqueur subit de graves dommages, l'Olympic, des dommages moindres mais malgré tout importants : la poupe, le gouvernail et l'arbre de transmission du navire sont arrachés dans le choc. Les propriétaires du premier demandent 10 000 £ à la White Star Line, mais celle-ci échappe au paiement par manque de preuves.
Cette traversée sert également à tester le navire et à évaluer ses qualités et défauts : en effet, Thomas Andrews, concepteur du navire, et Joseph Bruce Ismay, président de la White Star Line, sont à bord et prennent en note tous les inconvénients du navire. Ismay note ainsi que la cuisine manque d'une presse à pommes de terre, et que les salles de bains des cabines de première classe manquent de repose-cigare ; il envisage également d'agrandir le restaurant à la carte du navire, de même que certaines cabines de première classe pour le Titanic, encore en chantier. Les mois suivants, le navire connaît un succès incontesté, aidant de fait sa compagnie qui transporte plus de passagers en première classe en 1911 qu'aucune autre dans l'histoire. Lors de sa troisième traversée, un observateur de la Cunard Line est à bord en quête d'idées pour le nouveau navire de sa compagnie (l'Aquitania) : durant le voyage, il visite le paquebot, se renseignant sur le taux d'utilisation de ses différentes installations et leur succès potentiel.

### Un début de carrière mouvementé

#### L'incident duHawke

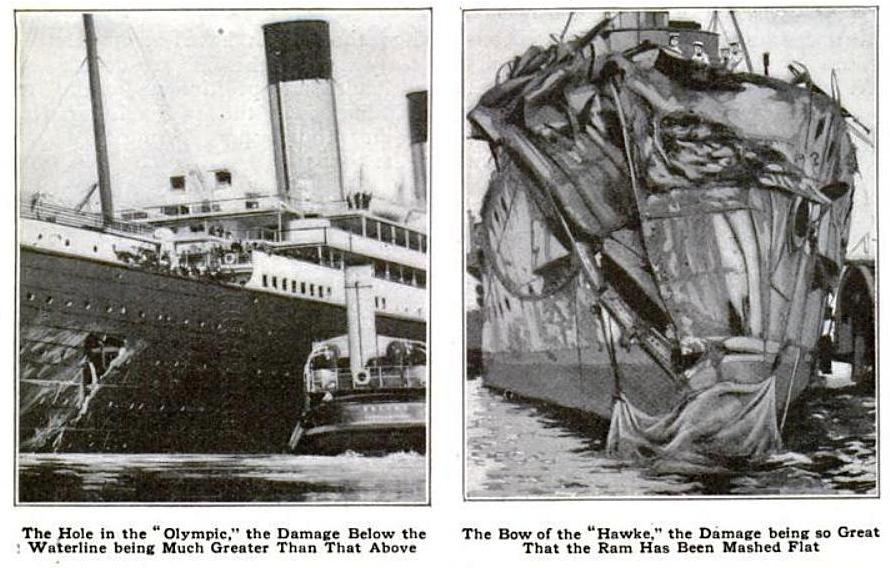
L'Olympic et le après la collision.

Le 20 septembre 1911, l'Olympic entame sa cinquième traversée au départ de Southampton. Le départ est mouvementé puisque certains marins chauffeurs refusent d'embarquer à cause de la présence à bord de deux chauffeurs non syndiqués. Lorsque le navire appareille enfin, il voit s'approcher dangereusement de lui un navire de guerre britannique, le croiseur HMS Hawke. Le croiseur, conçu pour éperonner d'autres navires, heurte l'Olympic côté tribord sur l'arrière en avant de la poupe avec sa propre étrave qui est écrasée sous le choc. Certains témoins disent alors que le capitaine du croiseur, George William Bowyer, dirigeait imprudemment son navire ; les autres que l'Olympic a aspiré le Hawke. Durant l'incident se trouvent à bord deux membres d'équipage, Violet Constance Jessop et Arthur John Priest qui, tous deux, survivent également par la suite aux naufrages du Titanic et du Britannic,. La traversée est annulée car la collision a produit un trou dans la coque. Les passagers sont conduits en train jusqu'à Londres, et certains parviennent à rejoindre Liverpool pour embarquer sur l'Adriatic.
Après la collision, qui endommage deux compartiments étanches ainsi que les machines tribord et centrale, le navire doit rejoindre Belfast pour effectuer des réparations. En effet, la seule cale sèche pouvant l'accueillir se trouve chez Harland & Wolff : la brèche située au-dessus de la ligne de flottaison est donc colmatée par des planches pour permettre au navire de faire le voyage. Le coût des réparations est augmenté des dommages que doit verser la White Star à la Royal Navy, la compagnie ayant été jugée responsable de l'accident malgré les multiples appels qu’elle a interjetés,. Les réparations qui résultent de cet incident entraînent un transfert de main d'œuvre alors occupée à la finition du Titanic. Les travaux sont terminés le 30 novembre 1911 et le navire quitte Belfast le jour même pour reprendre son service transatlantique. Cependant, la collision a également un effet positif dans l'esprit des futurs clients : le fait de s'être sorti sans victimes d'une collision avec un croiseur conçu pour éperonner des navires de guerre a renforcé sa réputation d'insubmersibilité,.
Le 4 janvier 1912, l'Olympic traverse une tempête dont il se tire sans dommages. Il a moins de chance le 24 février suivant, lorsqu'il perd une pale d'hélice et doit à nouveau retourner aux chantiers. Pour le réparer plus rapidement, on réquisitionne des pièces prévues pour le Titanic dont le départ est reporté du 20 mars au 10 avril 1912. À cause d'une grève des mineurs de charbon du pays en mars de la même année, le navire effectue une traversée depuis New York à vitesse réduite, transportant du charbon dans des sacs entreposés dans les cabines non utilisées, afin que son sister-ship dispose d'assez de combustible pour effectuer sa traversée inaugurale. Le 30 mars, Edward Smith cède le commandement au capitaine Herbert James Haddock.

#### Le naufrage duTitanic
Lors du naufrage du Titanic le 15 avril 1912, l'Olympic, qui vient de New York, se trouve à 900 km (500 milles) de son sister-ship. Leurs puissantes radios leur permettent de rester en contact, et Haddock, capitaine de l'Olympic, se trouvant trop loin du lieu du désastre, ne peut que relayer les informations aux autres navires. Ceci ne l'empêche pas de filer à 46 km/h (25 nœuds) en direction de son jumeau. Dans la journée qui suit, tous les concerts à bord sont annulés, et une collecte de fonds est organisée par les passagers, qui parviennent à réunir 1 400 livres pour les rescapés.
Le même jour, Arthur Rostron, capitaine du Carpathia, le navire qui a recueilli les survivants du naufrage dans la matinée, refuse la proposition de Haddock, qui comptait embarquer les rescapés à son bord pour permettre au Carpathia de poursuivre sa route. Les survivants risqueraient en effet un grave traumatisme en embarquant sur le jumeau du paquebot qui vient de disparaître sous leurs yeux. La portée de la radio du Carpathia étant faible, c'est de l'Olympic qu'arrivent les premières listes de survivants, souvent erronées. Le navire reprend finalement sa route pour Southampton où il arrive le 22 avril.

#### Le temps des remises en question

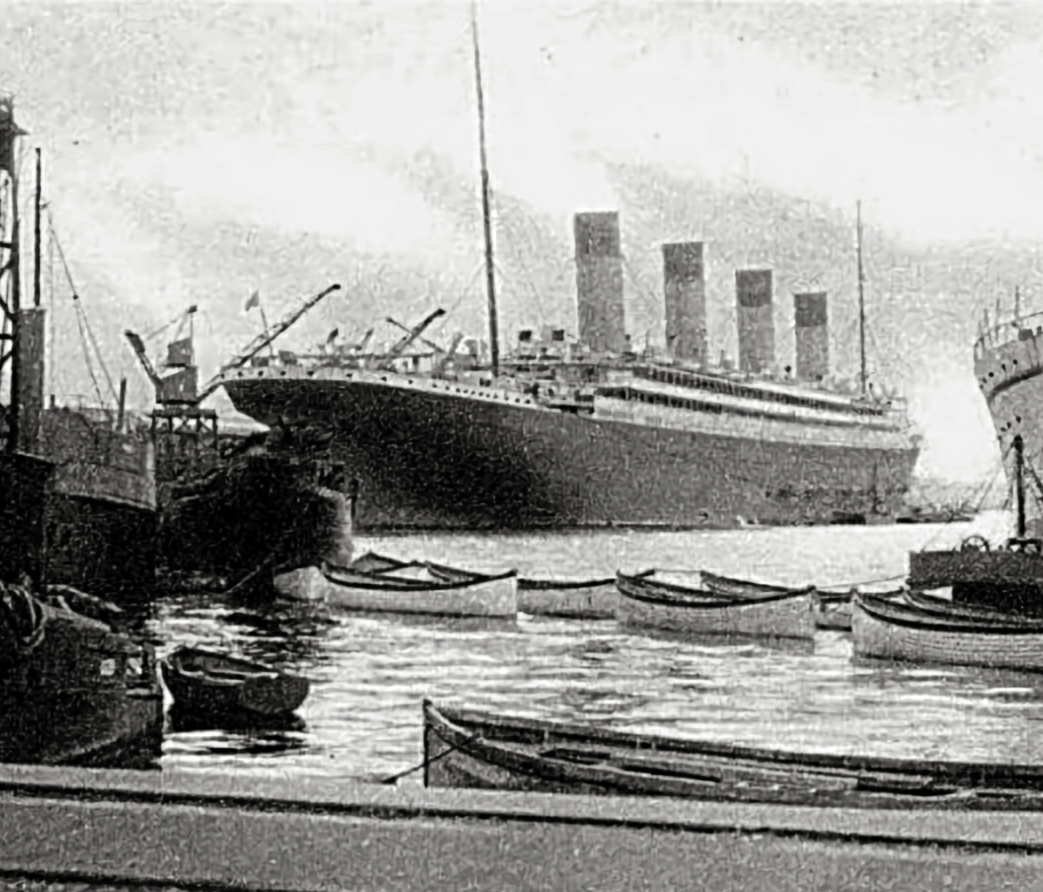
Les canots du transport de troupes Sudan sont chargés à bord de l'Olympic pour compléter les effectifs.

Après le naufrage, durant les différentes commissions d'enquête, des expériences grandeur nature sont menées sur l'Olympic pour mesurer le temps de réaction du navire entre le moment où l'on tourne la barre et le moment où le navire vire : il faut 35 secondes pour que le navire commence à tourner. Peu après la catastrophe, Ismay ayant affirmé devant la commission américaine que tous les navires de l'International Mercantile Marine Company seraient équipés d'un nombre suffisant d'embarcations de sauvetage, l'Olympic reçoit en toute hâte de nouveaux canots pour assurer la sécurité de tous ses passagers. Cependant, il s'agit pour la plupart de radeaux pliables récupérés sur des transports de troupes britanniques, parfois assez anciens.
À la fin du mois, 300 chauffeurs et soutiers se mettent en grève,, considérant ces nouveaux canots comme étant en mauvais état. La compagnie engage alors de nouveaux membres d'équipage dans les ports de Liverpool et de Portsmouth. Après un test desdits radeaux, au cours duquel une seule embarcation présente un léger défaut, le travail semble pouvoir reprendre. Cependant, un nouveau conflit se déclare, entre les marins grévistes et non-grévistes, paralysant le navire. Malgré l'intervention d'un navire de guerre proche sur demande de Haddock, le départ prend trop de retard, et la traversée est annulée,.
Dans les mois qui suivent, l'équipage se montre assez inexpérimenté pour manœuvrer un tel navire : en juin 1912, le paquebot manque de heurter des rochers. Le mois suivant, il s'échoue sur un banc de sable près d'Ellis Island en tentant d'éviter une collision, ce qui le retarde de 90 h. Pour éviter toute mauvaise publicité, l'incident est tenu secret et n'est découvert que vingt ans plus tard. De plus, durant l'été 1912, les réservations pour l'Olympic sont au plus bas.
Le navire est donc retiré du service le 10 octobre 1912 et subit une importante refonte de six mois, la compagnie souhaitant regagner la confiance du public. Ses compartiments étanches sont rehaussés pour lui permettre de rester à flot avec six d'entre eux inondés (au lieu de quatre précédemment). Il est également renforcé sur une grande partie de sa longueur par une double-coque. Ces opérations sont complexes, dans la mesure où il faut retirer les cheminées du navire, ainsi que ses chaudières, ce qui implique de vider en grande partie la coque ; son hélice centrale à quatre pales est également changée pour une hélice à trois pales. Des canots de sauvetage sont ajoutés sur toute la longueur du navire. Le tonnage du paquebot est de fait augmenté, surpassant celui du Titanic, et en faisant le navire le plus grand au monde jusqu'à la mise en service de l'Imperator en 1913. Sur le plan des installations, le Café Parisien qui avait eu tant de succès sur le Titanic est ajouté sur le pont B, remplaçant une partie du pont promenade fermé ; de même, de l'autre côté du navire, le restaurant à la carte est agrandi. En revanche, l'avant du pont promenade A, qui permet de différencier les deux navires, n'est pas modifié : vitrer cette partie rendrait le chargement des canots depuis le pont A plus complexe.

#### Une reprise de courte durée

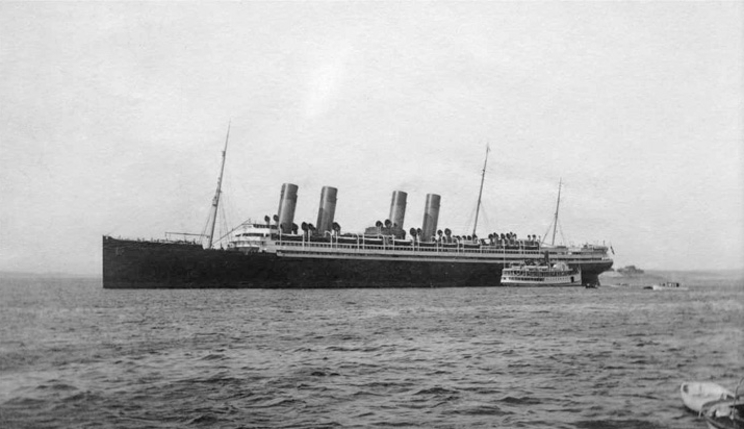
Afin de traverser l'Atlantique en toute sécurité en août 1914, le paquebot allemand Kronprinzessin Cecilie a vu ses cheminées repeintes afin de le faire passer pour l'Olympic.

Lorsque l'Olympic reprend du service, la White Star Line prend des dispositions pour regagner la confiance du public en lançant une campagne de publicité. Le paquebot y est décrit comme représentant « pratiquement deux navires en un », et une brochure est diffusée, détaillant par le menu toutes les améliorations faites au paquebot. En attendant la venue du troisième navire de classe Olympic, le Britannic, l'Olympic assure son service transatlantique avec deux navires de dix et vingt ans ses aînés : l'Oceanic et le Majestic,. Outre le Britannic, un troisième navire doit assurer le service transatlantique aux côtés de l'Olympic pour remplacer le Titanic. La compagnie envisage en effet la construction d'un nouveau navire qui est soit le Germanic, prévu pour jauger 33 000 tonneaux, soit le Ceric, prévu pour en jauger 60 000, ce dernier étant le plus probable. Cependant, aucun n'est finalement construit.
Le navire connaît une courte période de tranquillité, malgré une tempête début 1914 qui brise une partie des vitres de la salle à manger de première classe, blessant certains passagers et le commissaire de bord. Lorsque la Première Guerre mondiale éclate le 4 août 1914, le nombre de passagers transatlantiques chute, de même que le nombre de navires non réquisitionnés. Le 9 août, l'Olympic quitte le port de New York escorté par un croiseur. Il effectue seul la traversée en haute mer puis est escorté le long des côtes britanniques sans avoir rencontré de problème.
Dans le même temps, le paquebot inspire une ruse au capitaine Pollack, commandant du paquebot allemand Kronprinzessin Cecilie : pour tromper les navires de guerre britanniques, il fait peindre en noir l'extrémité des cheminées jaunes de son propre vaisseau. Si la supercherie est facilement décelable, elle permet cependant au paquebot d'atteindre en toute sécurité un port neutre (bien qu'il ne s'agisse là que d'un sursis, le navire étant confisqué par les Américains lors de leur entrée en guerre en 1917).

### La Première Guerre mondiale

#### Sauvetage de l'Audacious

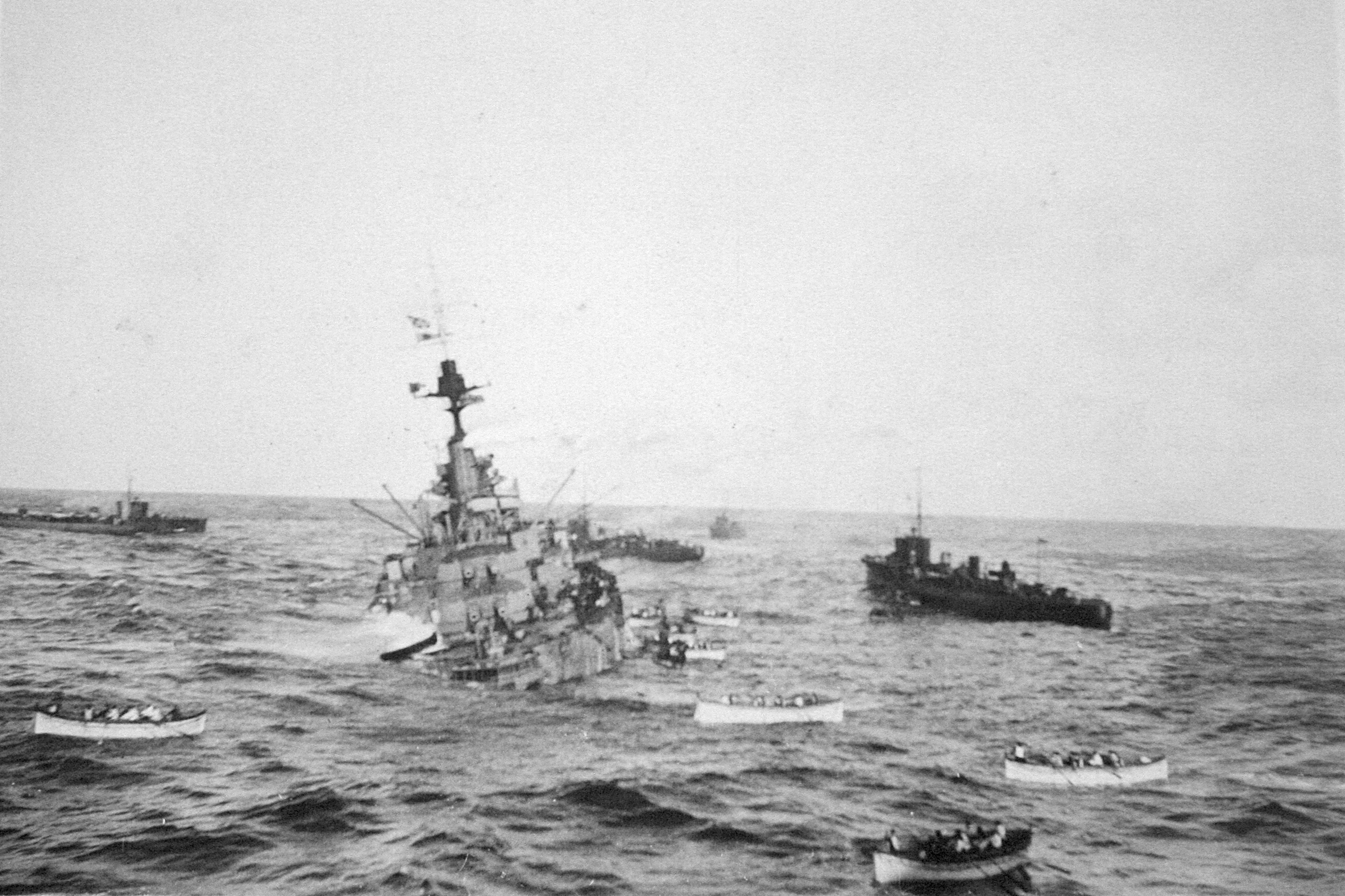
L'Olympic a aidé à la récupération des rescapés de l'Audacious.

Pendant la Première Guerre mondiale, l'Olympic continue à transporter des passagers sous le commandement du capitaine Haddock, en service conjoint avec le Baltic et l'Adriatic ainsi que le Lapland de la Red Star Line. Cependant, ce service est de courte durée, et il est prévu que l'Olympic soit retiré du service et conservé aux côtés de son sister-ship inachevé à la fin du mois d'octobre.
Le 27 octobre 1914, alors qu'il rentre de New York et s'apprête à traverser un secteur miné au large de l'Irlande, le navire reçoit un SOS du HMS Audacious et se porte à son secours. Le navire de guerre a en effet heurté une mine déposée quelque temps auparavant par le paquebot allemand Berlin. L'explosion semblant provenir d'une torpille, l'escadron accompagnant l'Audacious s'est dispersé. Cependant, l'Olympic arrive sur place. Ses canots sont affalés et récupèrent les naufragés. Violet Jessop, en service sur l'Olympic à ce moment-là, note l'émerveillement des marins rescapés lorsqu'ils découvrent la magnificence du paquebot en comparaison de leurs quartiers sur l'Audacious.
Après cela, l'Olympic prend le navire naufragé en remorque, mais le câble cède. Un second est attaché par le HMS Fury et subit le même sort. La troisième tentative, menée par le capitaine Haddock, n'a pas plus de succès. Finalement, à 18 h, le capitaine de l'Audacious demande à Haddock de reprendre sa route ; une demi-heure plus tard, le navire est abandonné à cause d'une forte gîte. Une explosion dans la cale avant du vaisseau l'achève et il sombre. La déflagration fait une victime, un officier qui se trouvait sur le pont du HMS Liverpool, un autre navire venu au secours de l'Audacious. Après l'incident, les passagers de l'Olympic sont gardés à bord pendant près d'une semaine pour tenir l'affaire secrète, et une gigantesque campagne de désinformation est lancée par le Royaume-Uni qui veut éviter que l'Empire ottoman, sentant sa faiblesse, ne s'engage aux côtés de l'Allemagne. Ainsi, même après la guerre, l'Audacious continue à figurer sur les listes de l'Amirauté. Cependant, cette tentative reste vaine, les Allemands ne manquant pas de publier de nombreuses cartes postales célébrant l'événement.

#### Transport de troupes en Méditerranée
L'Olympic est par la suite mis au repos dans le port de Belfast. Progressivement, et en particulier après le naufrage du Lusitania le 7 mai 1915, l'Amirauté britannique prend conscience de l'utilité de navires de telle ampleur. Le Mauretania et l'Aquitania de la Cunard Line sont réquisitionnés et transformés en navires hôpitaux. Le Britannic subit le même sort. En ce qui concerne l'Olympic, il est réquisitionné en septembre 1915 dans un autre but, celui de servir de transport de troupes avec une capacité de 6 000 à 7 000 hommes. La compagnie reçoit en échange 23 000 livres par mois ; malgré les demandes d'Harold Sanderson, membre dirigeant de la White Star Line, le capitaine Haddock n'y est pas affecté. Le commandement de l'Olympic est donné à Bertram Fox Hayes, qui est de plus[pas clair] celui qui a occupé ce poste le plus longtemps à bord. Les installations du paquebot et son organisation sont revues pour l'occasion : les officiers sont logés dans les cabines de première classe tandis que la plupart des installations communes sont transformées en hôpitaux et surtout en dortoirs pour les soldats. De plus, le gymnase du navire reste en service. Le navire est également équipé de deux canons.
Le 24 septembre 1915, il transporte 6 000 hommes en direction de Mudros, et s'arrête en chemin pour sauver un canot de naufragés du vapeur français Provincia. L'opération n'est pas sans danger : la région est sillonnée par les sous-marins allemands, et un navire de cette taille, à l'arrêt, fait une cible facile. À la suite de cet événement, le capitaine de l`Olympic, Bertram Fox Hayes, est blâmé par l'amirauté britannique pour avoir mis son navire en danger, ainsi que les troupes et donc les opérations pour lesquelles elles sont requises, mais il est félicité par la France. Le paquebot continue à opérer en mer Méditerranée, dans l'une des périodes les plus dangereuses de sa carrière : la zone est quadrillée par les U-boote, et les transports doivent filer à toute vitesse, sans faire de bruit et en assurant une veille permanente pour rester en sécurité. L'Olympic échappe ainsi à un sous-marin en novembre 1915. En janvier 1916, il évite deux torpilles ; le mois suivant, il se tire sans dommages de l'attaque d'un avion bulgare. Cependant, avec l'échec de la campagne des Dardanelles, les troupes requises dans cette région sont moins nombreuses. Le navire se voit donc affecté à une nouvelle mission.

#### Le «Vieux Fidèle»

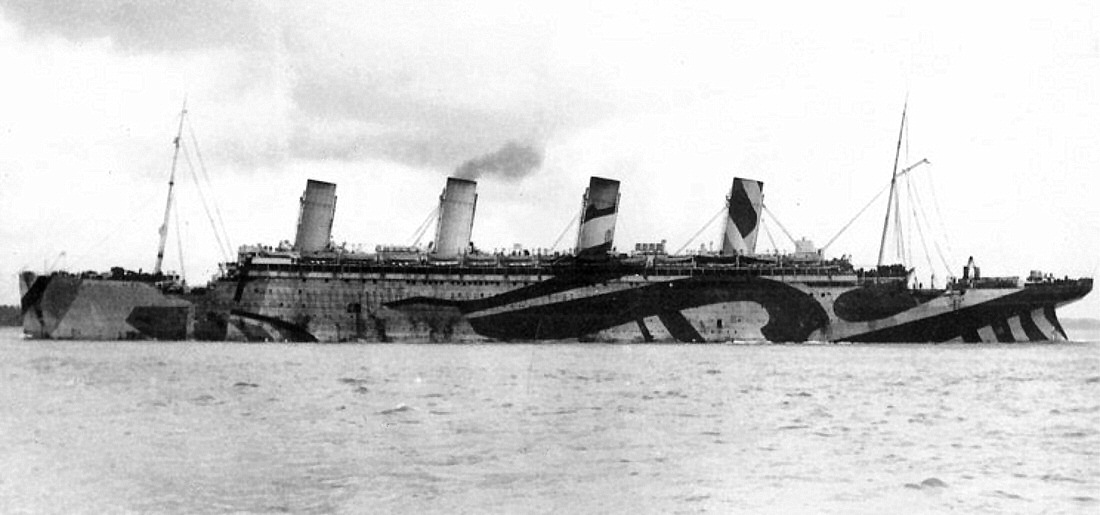
Durant la fin du conflit, l'Olympic reçoit une peinture de camouflage Dazzle pour échapper à l'ennemi.

L'idée de faire transporter au paquebot des troupes depuis l'Inde via Le Cap est évoquée début 1916, mais rapidement abandonnée pour une question de ravitaillement. Le navire est en effet conçu pour de courtes traversées transatlantiques, et ses soutes à charbon sont étudiées en conséquence. Cependant, il est finalement choisi pour débarquer des troupes canadiennes en Grande-Bretagne. Le commandant Hayes rejette l'idée de voyager en convoi, considérant que la meilleure défense du paquebot est sa vitesse, et son idée est approuvée. En avril 1916, le paquebot transporte une délégation britannique au Canada, et en revient avec à son bord plus de 7 000 hommes, le nombre le plus important de passagers jamais transporté par un navire de la White Star Line. L'Olympic fait entre 1916 et 1917 vingt voyages entre les deux pays, et ne connaît pas d'incident majeur, contrairement à son troisième sister-ship, le Britannic, qui, transformé en navire-hôpital, sombre en percutant une mine en mer Égée le 21 novembre 1916.
En 1917, le navire subit une refonte chez Harland & Wolff ; on le peint avec des formes géométriques destinées à le rendre moins facile à repérer pour le torpiller, et des canons sont ajoutés. Son camouflage est l'œuvre du peintre Norman Wilkinson, qui est également l'auteur des tableaux qui ornaient les fumoirs de l'Olympic et du Titanic ; il est redessiné à trois reprises durant la guerre. C'est durant cette période que le navire gagne auprès des habitants de Halifax son surnom d'Old Reliable, soit « le Vieux Fidèle » (le Vieux Fiable) en français. Chacune de ses arrivées est un jour de fête, et le navire transporte de nombreuses troupes, ainsi que des réserves de pétrole, à destination de l'Europe. Il est aidé dans cette tâche par les Big Four, autres navires de la White Star.
Cette période marque aussi l'un de ses principaux faits d'armes. Le 12 mai 1918, il aperçoit à 500 mètres un U-boot allemand semi-émergé à la suite d'une fausse manœuvre, et potentiellement en position de lancer une torpille ; le capitaine Hayes décide instantanément de l'éperonner. Malgré une plongée en urgence, le sous-marin U-103 est touché par l'étrave de l'Olympic, puis son kiosque est déchiré par une des hélices de paquebot, et enfin, revenu en surface après avoir largué ses ballasts, il est touché par un tir de l'un des canons de poupe dont est équipé l'Olympic,,,. L'équipage allemand tire des fusées de détresse, saborde ce qu'il reste du U-103 et est fait prisonnier par le destroyer américain USS Davis (en). L'Olympic se tire de l'incident avec de légers dégâts au niveau de la proue, mais aucune voie d'eau n'est détectée. Par cet exploit, l'Olympic est le seul navire marchand à avoir coulé un vaisseau de guerre ennemi. Après l'Armistice du 11 novembre 1918, l'Olympic ramène les troupes au Canada. Selon Bertram Fox Hayes, la liesse est telle lors de son arrivée à Halifax que le bruit est trop important pour pouvoir donner des ordres de manœuvre autrement que par gestes. Le capitaine Hayes sera décoré de la DSO pour ce fait d'armes.

### Après la guerre

#### Refonte en vue du service commercial

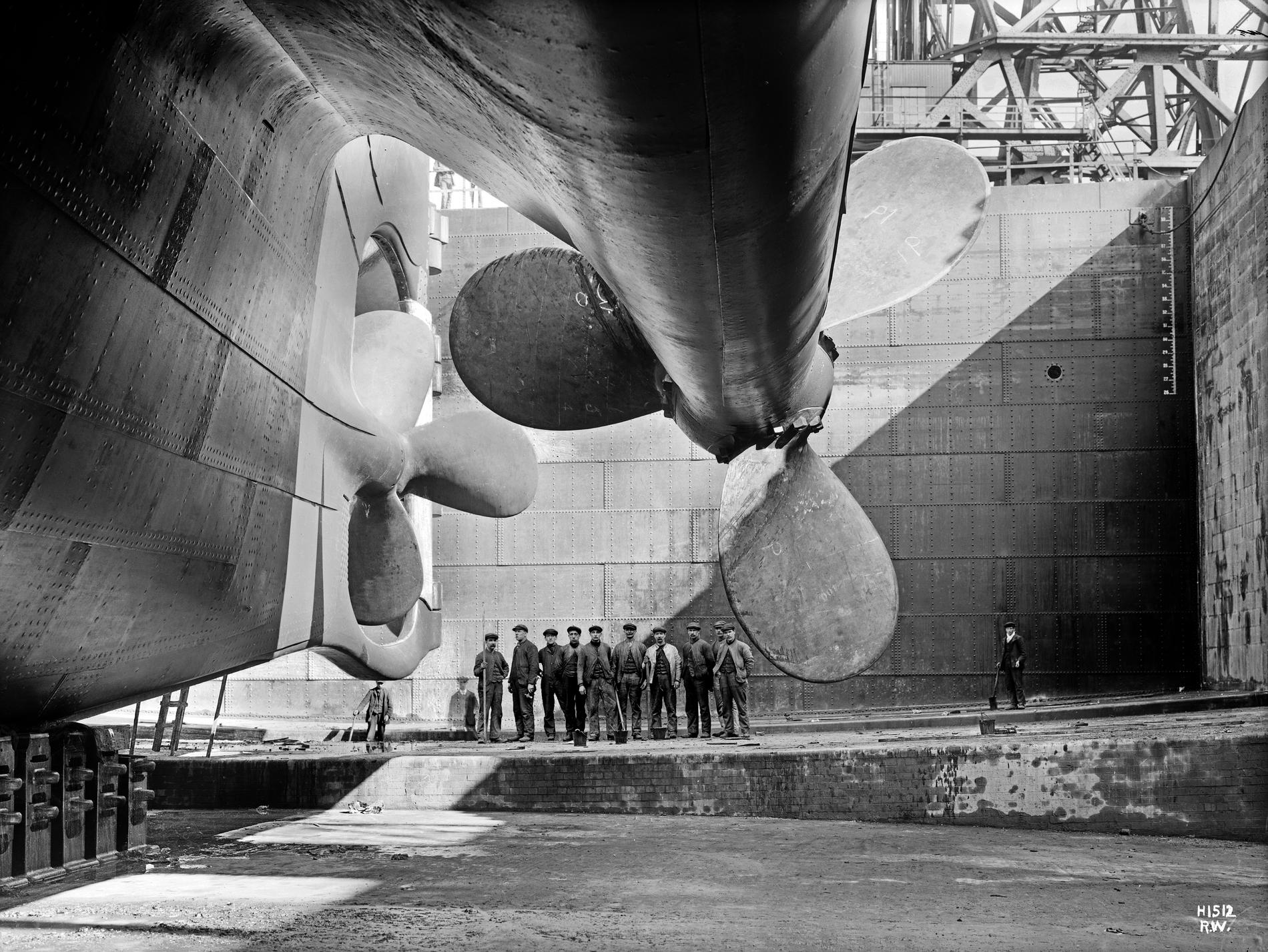
Les hélices de l'Olympic ont été modifiées à plusieurs reprises, notamment en 1920.

Après la guerre, l'Olympic subit une nouvelle refonte avant de reprendre son service commercial. En effet, tous ses éléments de décoration intérieure ont été retirés du navire pour son service militaire, et doivent être remis en place. Malgré sa grande chance durant le conflit, le paquebot ne s'en est pas sorti indemne : début 1919, lors d'un passage en cale sèche, on découvre en effet sur sa coque une trace d'un impact de la taille d'un ballon de football, probablement causé par une torpille non explosée. Sa décoration intérieure est modernisée et ses chaudières sont adaptées pour fonctionner au mazout. Ceci permet à la White Star Line de faire d'importantes économies, réduisant le nombre de mécaniciens de 350 à 60 (en effet, les chauffeurs et soutiers deviennent inutiles). L'hélice centrale du navire retrouve de plus ses quatre pales.
Le changement de propulsion au mazout n'est cependant pas sans danger. Le risque d'incendie est en effet plus important et de nouveaux dispositifs de sécurité sont installés pour pallier ce genre d'incident. Un incendie survient dans l'une des chaufferies à cause d'une valve défectueuse, mais il est rapidement maîtrisé et on ne compte qu'un blessé. Les dispositifs de sauvetage du navire sont également modifiés, et des bossoirs sont ajoutés sur toute la longueur du pont des embarcations. Parmi les canots se trouvent deux embarcations à moteur, et le nombre total de canots peut contenir 3 428 personnes.

#### De nouveaux compagnons de route
Le 25 juin 1920, l'Olympic reprend son service avec un total de 3 036 personnes à son bord, ce qui est peut-être le plus grand nombre de passagers transportés par un paquebot à destination de l'Amérique après guerre. Un enjeu de taille pour la White Star reste cependant le remplacement de ses deux navires perdus, le Titanic et le Britannic. Le Traité de Versailles vient cependant régler ce point. En effet, les Allemands se voient contraints de céder la plupart de leurs navires aux vainqueurs, parmi lesquels les plus imposants navires au monde : l'Imperator et son sister-ship toujours en construction, le Bismarck. Les deux navires sont cédés à la White Star et à la Cunard Line qui sont chargées de se les partager pour compenser la perte du Lusitania et du Britannic. La Cunard renomme ainsi l'Imperator en Berengaria, tandis que la White Star fait du Bismarck le Majestic. L'achèvement de la construction de ce dernier est laissé aux Allemands. L'Allemagne se doit aussi d'offrir une compensation aux pertes de l'Oceanic et du Laurentic entre autres. C'est ainsi que le Columbus, encore en construction, devient l'Homeric.
Cependant, aucun de ces deux navires n'est achevé. La White Star assurait depuis 1919 la liaison Southampton - New York avec l'Adriatic et le Lapland. L'arrivée de l'Olympic crée un déséquilibre, les vitesses de ces navires étant inférieures de six nœuds à la sienne. Il faut attendre 1922 pour que les deux nouveaux navires entrent en service. Le déséquilibre reste cependant présent, l'Homeric ayant une vitesse moyenne de 18 nœuds là où ses compagnons excèdent les 22 nœuds.

#### L'Olympicdurant l'âge d'or des paquebots

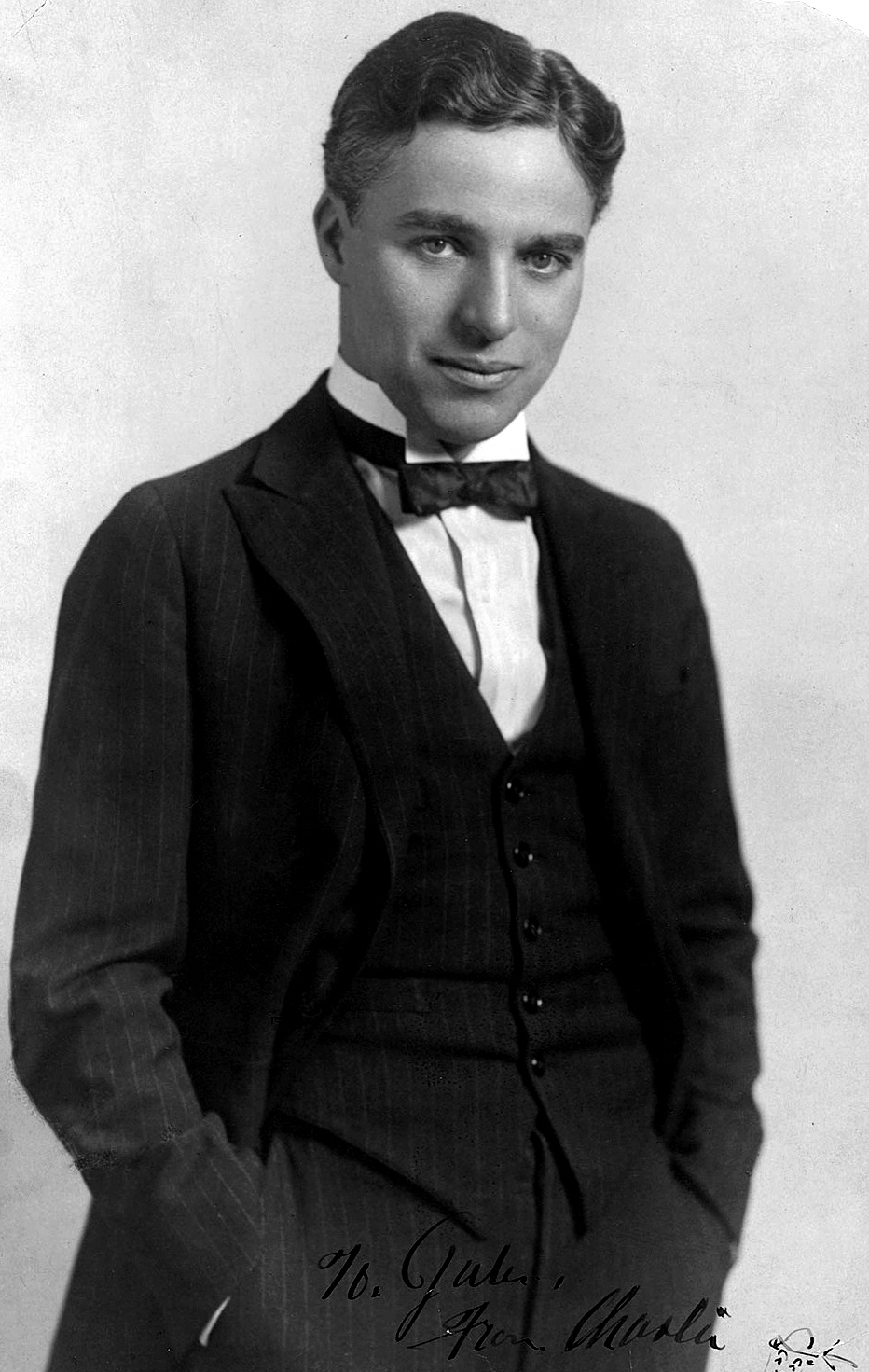
Charles Chaplin est l'une des nombreuses célébrités qui ont voyagé à bord de l'Olympic dans les années 1920.

La carrière de l'Olympic connaît alors une période glorieuse, le navire transportant plusieurs célébrités. La plus notable est Charles Chaplin, qui voyage à son bord en septembre 1921. Il apprécie notamment le gymnase, le court de squash et le fumoir du navire, et apparaît même en public malgré sa grande timidité. Le navire transporte également Douglas Fairbanks et Mary Pickford, et finit par être surnommé Film Liner au regard des célébrités qui traversent l'Atlantique à son bord. Le 12 décembre 1921, l'Olympic traverse une tempête. Les dégâts dérèglent la fermeture de deux cloisons étanches, tuant un passager de troisième classe, Domenico Serafini, et en blessant un autre qui doit être amputé d'une jambe. Au début des années 1920, le navire transporte également d'autres célébrités comme le Prince de Galles, et notamment son créateur, Lord Pirrie, dont il ramène la dépouille en Angleterre en 1924. L'historien Walter Lord, auteur de plusieurs ouvrages sur le naufrage du Titanic, voyage également sur l'Olympic à cette époque, alors qu'il n'est encore qu'un enfant. Arthur Schreiber, premier passager clandestin de l'histoire aérienne transatlantique au titre de son vol à bord de l'Oiseau Canari, regagne New York à bord de l'Olympic en juin 1929 après avoir embarqué à Cherbourg.
Les lois concernant l'immigration se durcissent aux États-Unis avec l'adoption du Three Percent Act en mai 1921. Cette loi limite très fortement le nombre d'immigrants admis chaque année dans le pays. Ainsi, en 1924, ce chiffre est limité à 160 000 immigrants par an ; en 1931, le nombre est inférieur à 100 000. La troisième classe de l'Olympic devient donc progressivement moins rentable. L'Olympic profite cependant d'une autre loi américaine, la Prohibition. En effet, les navires américains étant considérés comme extension du territoire, ils sont soumis aux mêmes lois. Nombre d'Américains sont de fait attirés par les navires britanniques, qui organisent parfois de courtes escapades pour satisfaire leur clientèle. L'équipage aide parfois même les passagers à se procurer de l'alcool. Violet Jessop raconte ainsi dans ses mémoires comment une de ses collègues hôtesses a fait passer sous les yeux d'un inspecteur des douanes une bouteille de whisky dans son décolleté généreux où il n'avait pas osé aller la chercher.
Le 22 mars 1924, le paquebot connaît une nouvelle collision en sortant du port de Southampton avec le Fort St George. Si le plus petit subit des dégâts considérables, l'Olympic semble s'en tirer sans grands dommages, si ce n'est une peinture abîmée à la poupe, et le navire achève ainsi sa traversée. Ce n'est que plus tard que l'on se rend compte que sa poupe est réellement endommagée, et celle-ci est remplacée durant l'hiver 1925/1926.
Avec le rachat de la White Star Line par Lord Kylsant en 1926, l'idée de moderniser l'Olympic après seize ans de carrière commence à apparaître, notamment pour l'adapter à la clientèle de l'époque. On a longtemps pensé que le navire avait subi une refonte majeure en 1928, mais il semble en réalité que ces changements se soient faits durant les hivers 1927-1928 et 1928-1929. Ainsi, des cabines sont supprimées pour laisser place à des salles de bains privatives et d'autres sont agrandies au détriment du pont promenade B. Comme sur le Britannic, une partie du salon de lecture est supprimée pour laisser la place à des cabines. L’année 1928 voit l'apparition de la classe touriste en plus de la deuxième classe, après l'apparition en 1925 de la « troisième classe touriste ». La salle à manger de première classe est pourvue d'une piste de danse, tandis que le salon de première classe et la bibliothèque de seconde sont agrémentées de projecteurs de cinéma. La décoration de certains espaces comme le Grand Escalier est également modernisée, avec l'ajout d'une peinture verte sur les boiseries. Le 18 novembre 1929, l'Olympic connaît un événement assez inhabituel puisqu'il est secoué par un séisme sous-marin.

#### Une concurrence de plus en plus rude

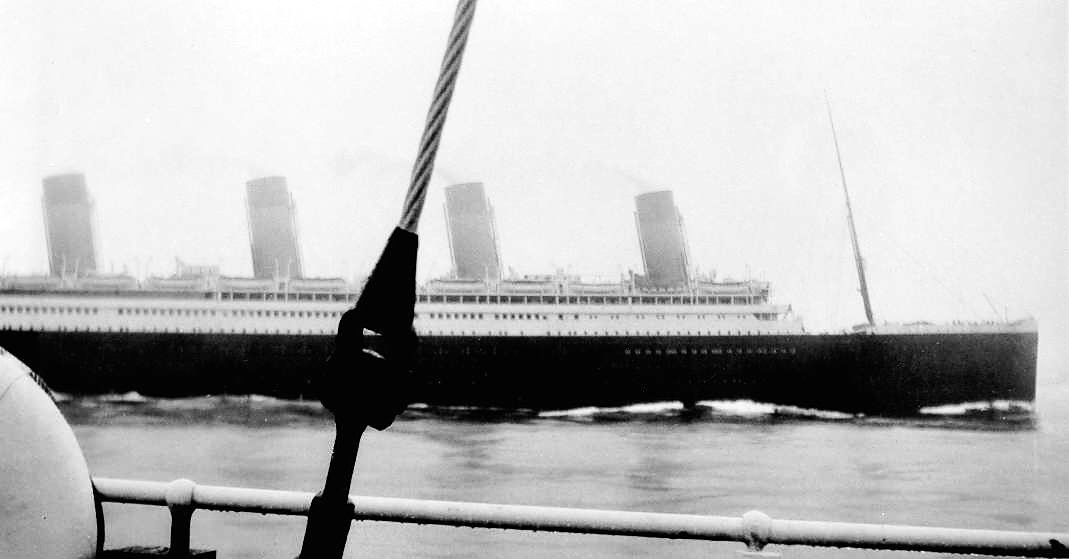
L'Olympic en 1934.

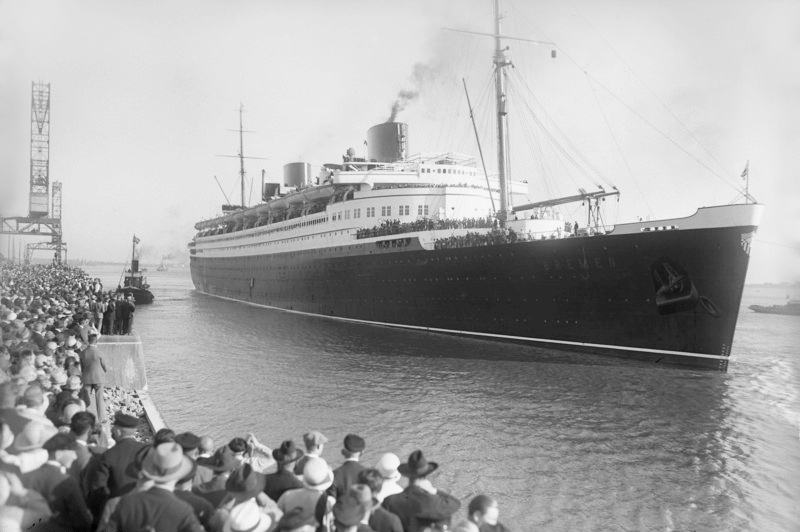
Le Bremen est l'un des nouveaux concurrents de l'Olympic.
(Photo Georg Pahl)

À l'orée des années 1930, les deux grands trios britanniques (Olympic, Majestic et Homeric pour la White Star Line, Mauretania, Aquitania et Berengaria pour la Cunard Line) doivent faire face à l'arrivée de nouveaux paquebots allemands, français et italiens qui leur ravissent la vedette. Ce sont ainsi le Bremen et son sister-ship Europa qui s'emparent du Ruban bleu pour l'Allemagne, au détriment du Mauretania,. L'Île-de-France et plus tard le Normandie remettent également leur pays sur le devant de la scène maritime internationale,. Enfin, l'Italie avec le Rex peut également prétendre à une certaine reconnaissance dans le domaine naval. Ceux-ci menacent particulièrement les anciens navires qui commencent à perdre une partie de leur clientèle.
La crise de 1929 vient aggraver cet état de fait, le nombre de passagers diminuant fortement dans les temps qui suivent. Entre juin et décembre 1930, le nombre de passagers transportés par l'Olympic passe de 1 400 à 300. L'année suivante, certaines traversées sont annulées et remplacées par des croisières pour Halifax. En 1932, nombre de traversées sont supprimées, mais 1933 marque un début de reprise.

#### Fin de carrière et démolition

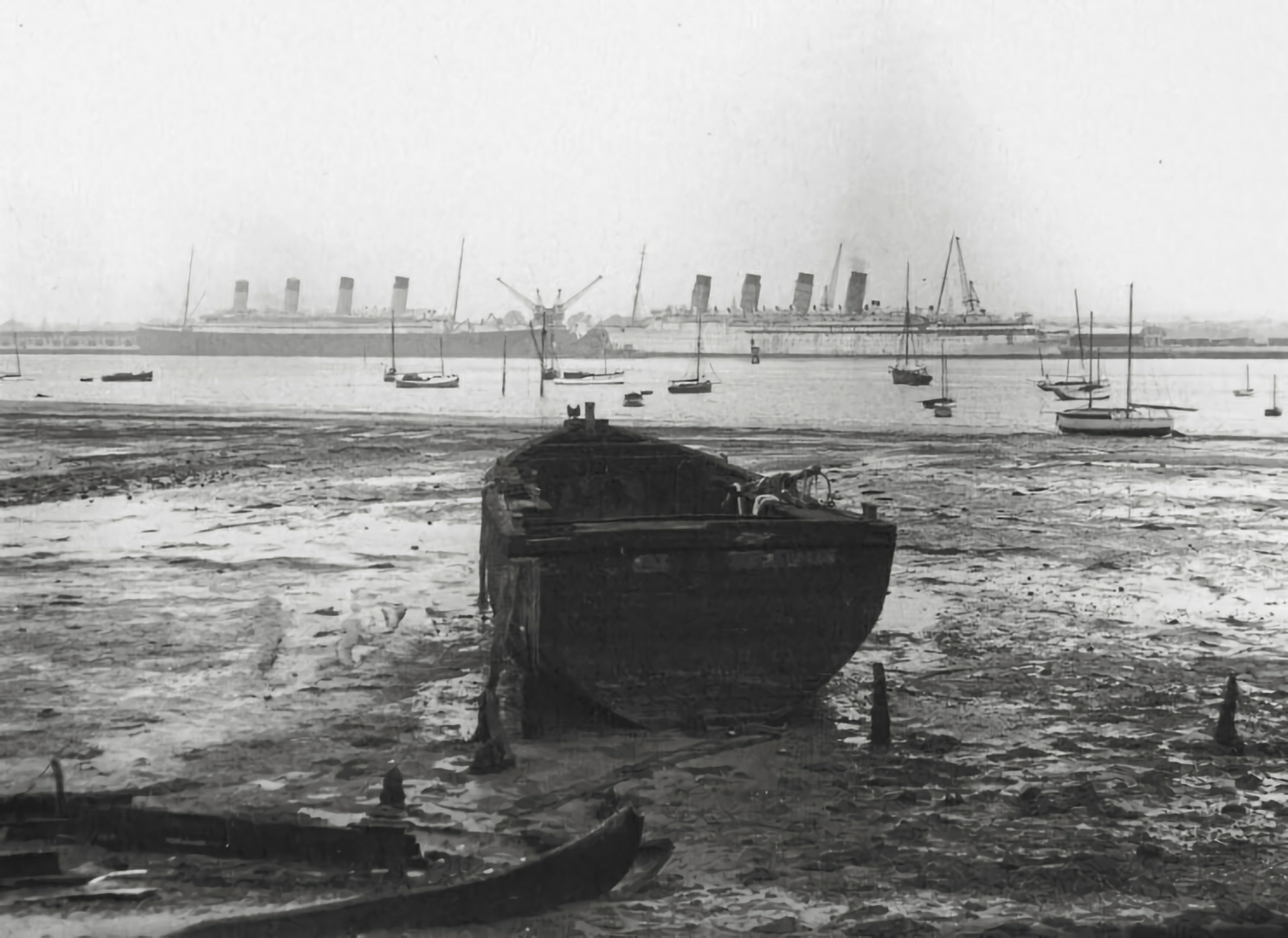
L'Olympic et le Mauretania à Southampton en 1935 dans l'attente de leur démolition.

La situation économique pousse la compagnie à se séparer de nombreux navires au début des années 1930, notamment le Megantic, l'Arabic et les Big Four. Arthur Neville Chamberlain, alors chancelier de l'Échiquier, déclare à la même époque avoir pour but d'utiliser la construction du futur Queen Mary « comme levier pour pousser la White Star et la Cunard à fusionner, pour établir ainsi une puissante firme britannique dans l'Atlantique nord ». C'est chose faite le 10 mai 1934.
L’année 1934 est par ailleurs désastreuse pour le trafic maritime. Le nombre de passagers, qui dépassait jusque-là le million chaque année, est cette fois-ci de 460 000. Le 15 mai de cette même année, l'Olympic, sous le commandement de John Binks, heurte à nouveau un navire. Il s'agit cette fois du bateau-feu de Nantucket, qu'il brise en deux. Cette seconde collision envoie par le fond le Nantucket, qui engloutit sept personnes avec lui. La Cunard-White Star doit de fait payer un nouveau bateau-feu, le LV-112 à la marine américaine.
À la suite de leur fusion, les deux compagnies se retrouvent avec un nombre de navires trop important. L'Homeric est retiré du service en 1934, de même que le Mauretania. Le sort de l'Olympic ne fait donc plus de doute. Le 5 avril 1935, le navire quitte New York pour la dernière fois. Les croisières qu'il doit effectuer l'été suivant sont annulées.
Il est un temps envisagé de convertir l'Olympic en hôtel flottant dans le sud de la France, mais le projet ne se réalise pas. Le navire est partiellement démonté à Jarrow en Angleterre. En 1937, il est remorqué jusqu'à Inverkeithing en Écosse pour démantèlement. Les boiseries intérieures qui l'ornaient sont vendues aux enchères.

## Caractéristiques
Avec un tonnage brut de 45 324 tonneaux (46 439 après sa refonte de 1912), l'Olympic mesure 269 mètres de long et peut atteindre une vitesse de croisière de 21 nœuds. Il a la même taille que le Titanic, mais un tonnage légèrement inférieur.

### Ponts
L'Olympic possède dix ponts, désignés pour la plupart par des lettres. Le pont le plus élevé, où se trouvent les embarcations de sauvetage et la passerelle de commandement, est nommé « pont supérieur », ou « pont des embarcations ». En dessous vient le pont A, puis suivent les lettres jusqu'à G. Tous ces ponts accueillent les passagers. En dessous se trouvent le pont Orlop et le pont des ballasts qui accueillent les cales, salles des chaudières, salles des machines et réserves de nourriture et d'eau.

### Installations destinées aux passagers

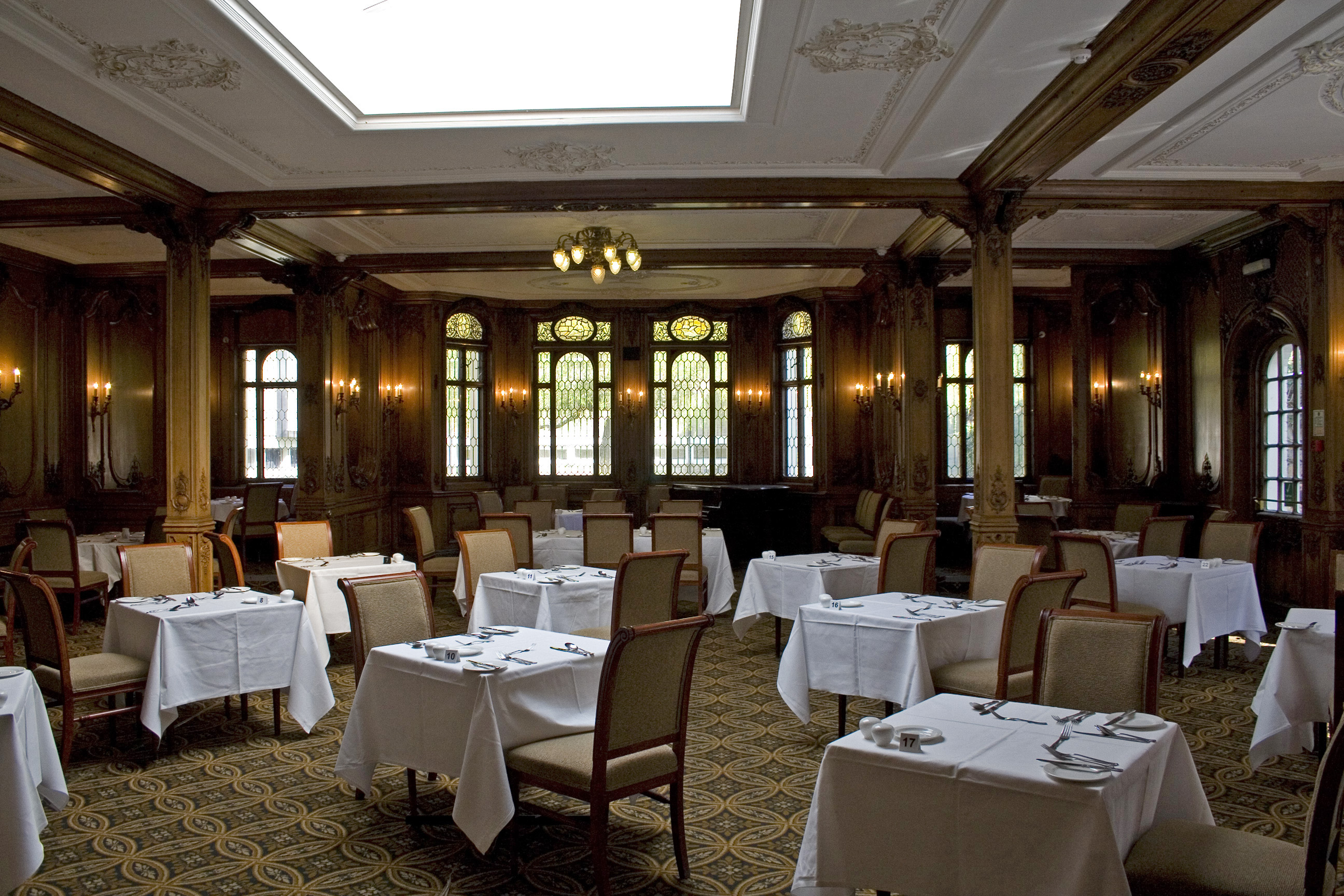
Les boiseries de l'Olympic dans l'Olympic Suite du White Swan Hotel d'Alnwick, Northumberland.

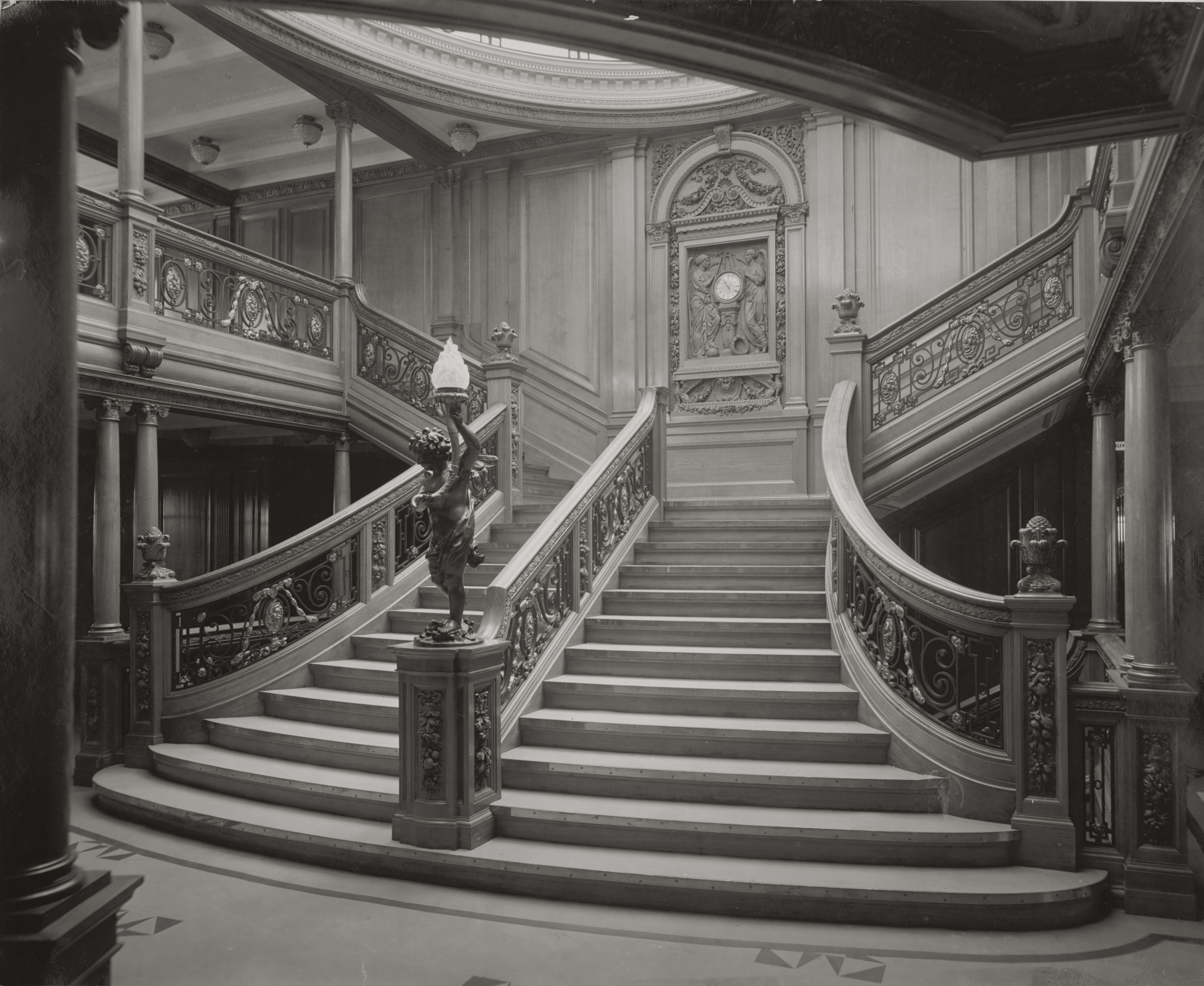
Le Grand Escalier de l'Olympic.

L'Olympic est le paquebot le plus luxueux de son temps. Il propose à ses passagers de nombreuses prestations dont certaines sont assez originales sur un paquebot. Les passagers de première classe ont ainsi accès sur le pont A à un vaste salon de style Louis XV où joue régulièrement l'orchestre du navire, dans lequel est ajouté à la fin des années 1920 un projecteur de cinéma. Au même pont se trouve un somptueux salon de lecture et de correspondance orné de grandes baies vitrées, un fumoir décoré de boiseries d'acajou, de vitraux, et d'une cheminée surmontée d'un tableau du peintre Norman Wilkinson, L'arrivée au Nouveau Monde. Sur le pont supérieur, les passagers ont accès à un gymnase pourvu de tous les appareils récents (machines à ramer, à pédaler, chevaux et chameaux électriques). Le pont A accueille également deux cafés vérandas décorés de palmiers. Le navire propose aussi un restaurant à la carte et une vaste salle à manger (agrémentée d'une piste de danse dans les années 1920). Le navire offre également à ces passagers un accès à des bains turcs et une piscine, nouveauté apparue en 1907 sur l'Adriatic. Il est également pourvu d'un court de squash.
Les passagers de première classe logent dans des cabines situées sur les ponts A à E, au centre du navire. Ces cabines sont parfois équipées de salles de bains (et le sont définitivement en 1928). Elles peuvent à l'occasion être regroupées pour former un appartement, pour les familles par exemple.
Les passagers de deuxième classe ont quant à eux accès à des installations moins variées mais de tout aussi bonne qualité. Leurs cabines se trouvent à l'arrière des ponts D à G, et ils disposent d'une bibliothèque, d'une salle à manger et d'un fumoir, ainsi que d'un pont promenade. La troisième classe offre quant à elle un niveau bien supérieur à celle des navires contemporains : le navire ne comporte que peu de dortoirs, la plupart des cabines proposant de 4 à 8 couchettes. Les passagers bénéficient de deux espaces communs, d'un fumoir et d'une salle à manger. Ses espaces sont cependant réduits lors de l'apparition de la classe touriste dans les années 1920, celle-ci empiétant sur les deux classes inférieures.

### Caractéristiques techniques

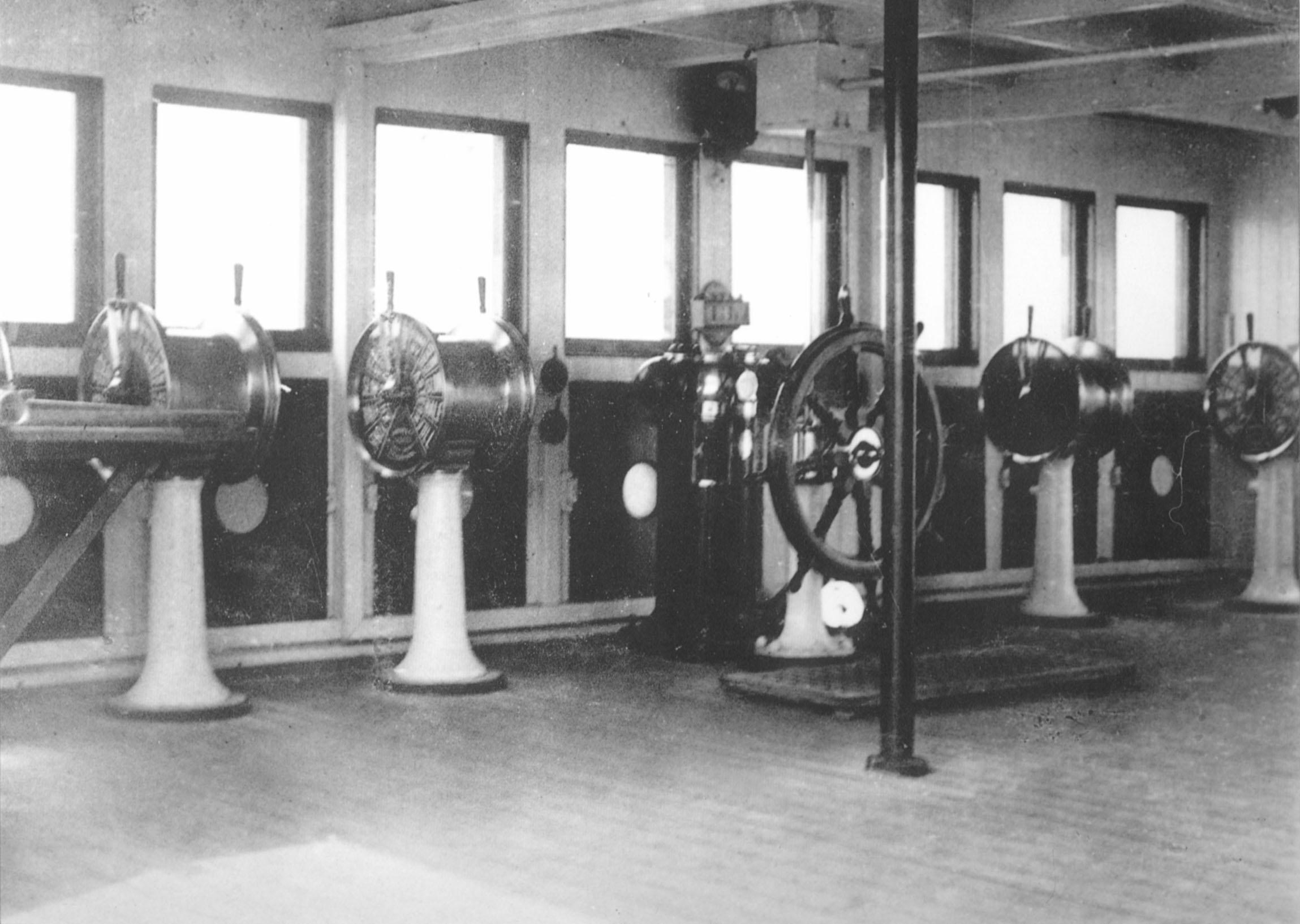
La timonerie de l'Olympic.

L'Olympic est propulsé par un système mixte : deux machines alternatives à quadruple expansion, situées sous la quatrième cheminée, dans la salle des machines, activent les deux hélices latérales grâce à la vapeur fournie par les 29 chaudières réparties dans six salles, à l'avant.
La vapeur alimente ensuite une turbine basse pression située dans la salle des turbines, à l'arrière. Cette turbine actionne pour sa part l'hélice centrale. La fumée produite s'échappe par les trois cheminées avant, la quatrième étant postiche (elle sert cependant à l'aération des cuisines). Les quatre cheminées sont peintes couleur chamois et surmontées d'une manchette noire, les couleurs de la White Star Line.
La manœuvre du navire s'effectue depuis la passerelle de navigation située à l'avant du pont supérieur. Celle-ci est reliée à la salle des machines par des transmetteurs d'ordres, et par téléphone au nid-de-pie situé sur le mât avant. Une passerelle de manœuvre se trouve également sur le pont de poupe et sert notamment lors des accostages. À l'arrière de la passerelle se trouvent les quartiers des officiers, ainsi que la salle de télégraphie sans fil.

### Sécurité
L'Olympic dispose de nombreuses mesures de sécurité. Sa coque est divisée en 16 compartiments étanches séparés par des portes se fermant automatiquement en cas de voie d'eau ou manuellement depuis la passerelle. Par leur conception, ils évitent un naufrage si deux compartiments sont inondés ; le navire peut rester à flot avec trois ou quatre compartiments inondés à l'avant (là où les chocs sont censés être les plus fréquents).
Le navire possède également un double fond le protégeant s'il venait à s'échouer et de pompes capables d'évacuer 400 tonnes d'eau par heure. Tout ceci lui donne la réputation d'insubmersibilité, bien que l'on se souvienne plus aujourd'hui de cette réputation comme n'ayant été donnée qu'au Titanic[pas clair]. En réalité, la plupart des navires récents étaient qualifiés d'insubmersibles lors de leur mise en service.
Le navire possède en 1911 vingt embarcations de sauvetage, conformément à la réglementation du Board of Trade. Leur nombre est très fortement augmenté en 1912 puis lors de la refonte de 1913.
Après le naufrage du Titanic et les grèves des marins dénonçant le manque de sécurité, l'Olympic subit d'importantes modifications. De fait, des particularités d'ordre technique apparaissent. Des canots sont ajoutés, la hauteur des cloisons étanches est rehaussée et une double coque est installée.

### Différences avec leTitanic
Les aménagements intérieurs de l'Olympic sont assez semblables à ceux de son sister-ship, à quelques exceptions près. Beaucoup considèrent que le Titanic était plus somptueux que son jumeau, le linoleum rouge ayant été remplacé par des moquettes, et le Titanic possède certaines installations exclusives comme le Café Parisien. L'Olympic se démarque également du Titanic par son pont promenade totalement découvert, alors que la partie avant de celui du Titanic est couverte. De même, le pont promenade B de l'Olympic, peu utilisé, a été supprimé sur le Titanic. Les fenêtres de ce pont sont, de fait, placées de façon irrégulière sur ce dernier. Ce pont promenade B de l'Olympic est d'ailleurs finalement supprimé lors d'une refonte en 1928 pour laisser la place à des cabines plus luxueuses et plus grandes. Les bains turcs sont organisés différemment sur l'Olympic.
Ces différences sont souvent le fait des constats de Thomas Andrews, le concepteur des deux navires, qui prend de nombreuses notes durant le voyage inaugural de l'Olympic sur des éléments aussi divers que l'utilisation des vestiaires, la présence de porte-éponge dans les salles de bains et le nombre de tables de la salle à manger. Ces notes, existant en trois exemplaires (un pour la compagnie, un pour les chantiers navals et un pour Andrews lui-même) permettent d'en savoir plus sur l'aménagement intérieur des deux paquebots, et sur leurs différences. Les notes que l'architecte a prises sur le Titanic n'ont pas survécu au naufrage. Leonard Peskett, concepteur de l'Aquitania a également voyagé sur l'Olympic pour préparer son navire. Il a pris des notes très détaillées sur le navire lors de sa traversée, en 1911.

## L'héritage de l'Olympic

### Popularité

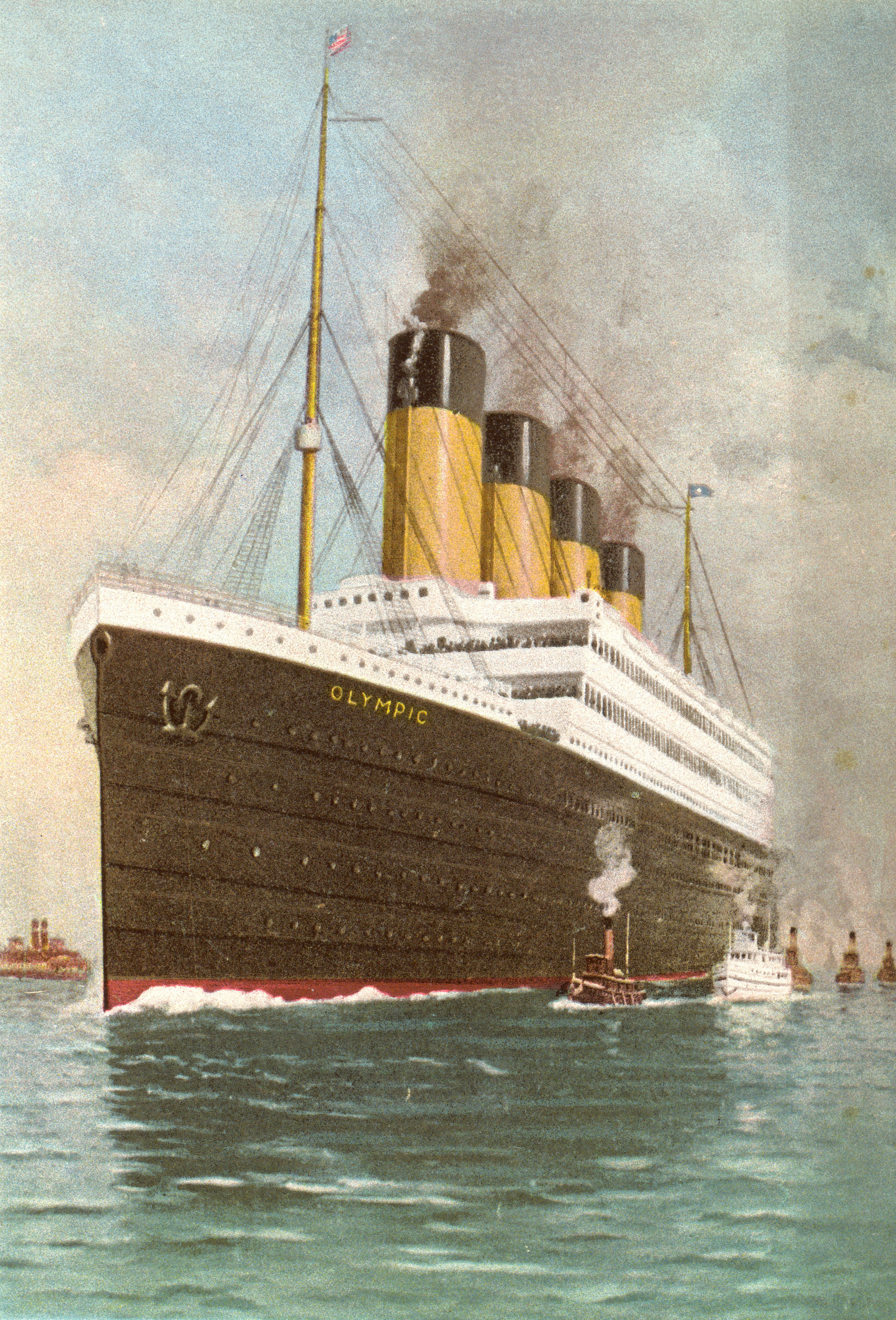
Carte postale de l'Olympic.

S'il est certainement moins connu que ses malheureux sister-ships le Titanic et le Britannic, l'Olympic n'en eut pas moins une carrière marquée par une très forte popularité. Il porte ainsi plusieurs surnoms, Oly ou Old Reliable qui témoignent de l'affection que lui portèrent les passagers durant sa longue carrière. Après sa refonte de 1913 et jusqu'à la mise en service du Queen Mary en 1936, l'Olympic demeure le plus gros navire construit au Royaume-Uni. De plus, avant le naufrage du Titanic, l'Olympic est, des deux navires jumeaux, le plus médiatisé.

### Réutilisation des éléments décoratifs
Les éléments décoratifs du navire ont été vendus aux enchères avant la démolition de sa coque. Ceux du salon des premières classes se retrouvent ainsi au White Swan Hotel d'Alnwick (Angleterre). Les panneaux de bois de son restaurant à la carte sont désormais à bord du Millennium de la compagnie Celebrity Cruises. L'horloge représentant « L'Honneur et la Gloire couronnant le Temps » qui trônait dans le Grand Escalier du navire se trouve désormais au Musée maritime de Southampton.
Lors de la réalisation de son film, Titanic, James Cameron a visité de nombreux lieux contenant de tels panneaux et éléments de décoration pour concevoir ses décors.

### La théorie du complot de Robin Gardiner
Dans son ouvrage L'Énigme du « Titanic » (« Titanic », The Ship That Never Sank), Robin Gardiner pose une théorie controversée sur l'Olympic et son sister-ship. Il y expose la thèse d'une escroquerie à l'assurance qui aurait mal tourné. Selon lui, l'Olympic aurait été très sérieusement endommagé lors de sa collision avec le Hawke. La White Star Line aurait alors décidé de maquiller le Titanic (alors en cale sèche) pour le faire passer pour l'Olympic, en le mettant aux spécifications de son sister-ship, et en cannibalisant des pièces de celui-ci. En effet, après examen de la quille et des machines, il se serait avéré que l'Olympic n'était pas réparable et ne serait pas remboursé par les assurances,.
Ainsi, deux mois après la collision, le Titanic aurait quitté les chantiers Harland and Wolff pour entamer une carrière de 25 ans en se faisant passer pour l'Olympic, supposé avoir été réparé entre-temps. Selon cette théorie d'ailleurs, la courte durée des essais en mer généralement attribués au Titanic le 2 avril 1912 par rapport à ceux de son sister-ship proviendrait tout simplement de sa fragilité, qui lui interdisait des vitesses élevées. L'Olympic, non réparable, aurait dû ensuite être coulé pour empocher la prime d'assurance du Titanic. Il était prévu, toujours selon cette théorie, que des navires de secours (le Californian et un ou plusieurs navires inconnus) se trouvent sur sa route pour récupérer les naufragés. Arrivé sur le lieu prévu pour le naufrage, l'équipage devait ouvrir les vannes pour que le navire se remplisse peu à peu. Les canots pourraient ensuite transborder les passagers sur les navires de secours en faisant des allers-retours.

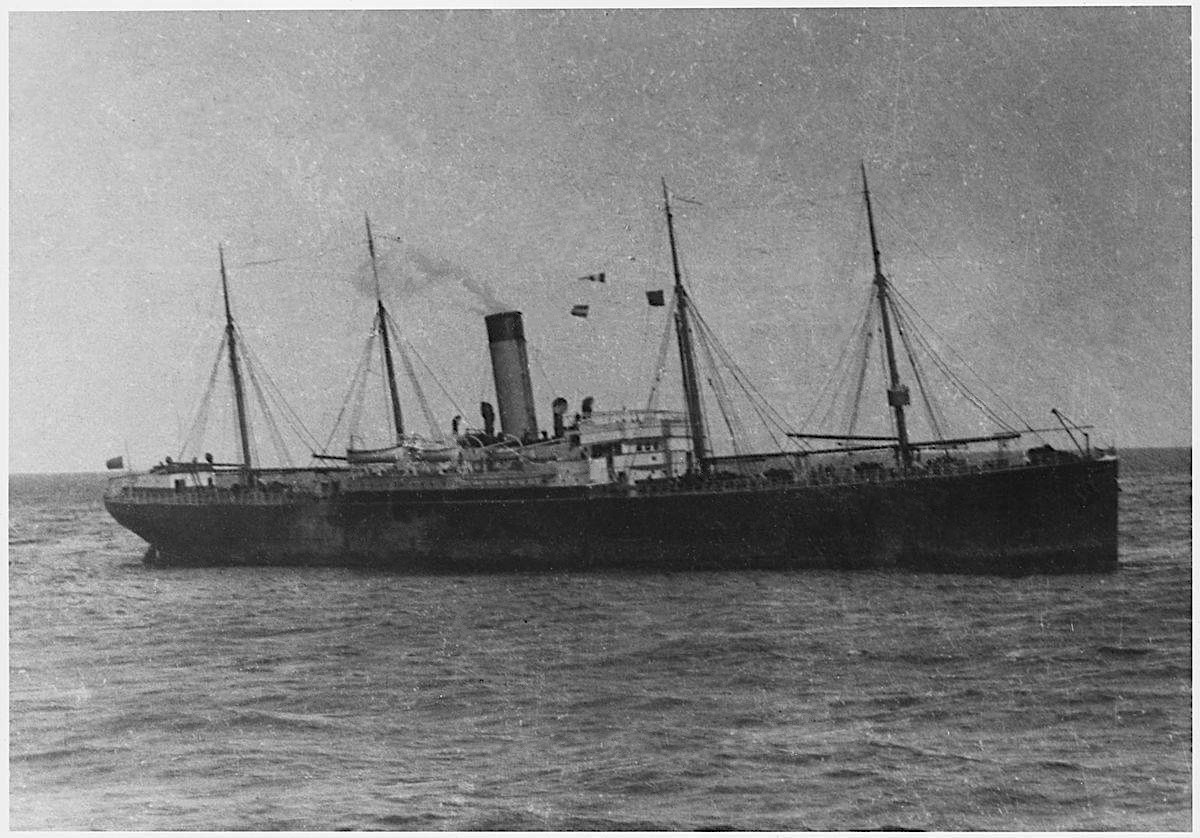
Selon Robin Gardiner, le Californian a été complice d'une escroquerie qui aurait mal tourné.

L'Olympic (déguisé en Titanic) fit donc route pour être coulé au point de rendez vous fixé avec le Californian. Mais les vigies du faux Titanic auraient alors scruté la mer afin d'éviter les icebergs avec tant d'attention qu'ils n'auraient pas vu l'un des navires de secours, resté inconnu, avec lequel le paquebot serait entré en collision, et aurait coulé plus vite que prévu. Les fusées vues par le Californian auraient été tirées par le navire de secours, et la glace aperçue sur le pont par les passagers serait tombée des câbles de télégraphie sans fil à la suite du choc. La théorie de Gardiner expliquerait aussi le fait que Edward Smith (considéré par l'auteur comme le plus mauvais capitaine de la compagnie) ait été choisi, et que des passagers ayant réservé leur place sur le paquebot comme John Pierpont Morgan aient annulé leur voyage au dernier moment.
Cette théorie a été assez médiatisée lors de sa parution en 1998, mais plusieurs faits vont à son encontre. Le premier est que de nombreuses pièces retrouvées sur l'épave du Titanic (notamment une hélice) portent le numéro de série du navire (401) gravé par les chantiers durant la construction du paquebot, et non celui de l'Olympic (400). Mark Chirnside, auteur de plusieurs ouvrages sur les navires de la classe Olympic, a rédigé un texte d'une quarantaine de pages, notant que Gardiner prend soin de ne pas citer certaines preuves qui détruiraient totalement sa théorie. Ainsi, lorsqu'il parle des dégâts infligés à l'Olympic par le Hawke, ceux qu'il décrit incriminent le croiseur plutôt que le paquebot. Chirnside se demande donc pourquoi la White Star n'a pas fait valoir cet argument. Par ailleurs, Gardiner omet d'indiquer que le Titanic était assuré à près de 2,5 millions de dollars en dessous de sa valeur, ce qui réduisait beaucoup l'intérêt d'une escroquerie.